# Volusianus
Gaius Vibius Volusianus (? - augustus 253) was een Romeins keizer van juli 251 tot augustus 253. Hij was de zoon van keizer Trebonianus Gallus en diens vrouw Afinia Gemina Baebiana. Hij had een zuster, Vibia Galla. Mogelijk was hij getrouwd met de zuster van zijn voorganger Hostilianus.
Volusianus werd door zijn vader tot medekeizer verheven toen Hostilianus aan de pokken was gestorven, in juli 251. Hij had als keizer niet veel in te brengen; zijn vader was waarschijnlijk de baas.
In 253 raakten beide keizers in grote problemen. Aemilius Aemilianus, de gouverneur van Moesia Superior, waar Trebonianus Gallus eerder ook gouverneur was, weigerde een vredesverdrag te erkennen dat Gallus met de Goten had gesloten. De Goten vielen aan, maar Aemilianus versloeg hen. Zijn troepen verklaarden hem prompt tot keizer en marcheerden naar Rome. Gallus en Volusianus probeerden hem nog te stoppen met een inderhaast geformeerd leger, maar toen dat leger vernam dat Aemilianus  dichtbij was sloeg het aan het muiten en werden beide keizers vermoord.